# Ivan Schranz
Ivan Schranz est un footballeur slovaque né le 13 septembre 1993 à Bratislava. Il évolue au poste d'ailier.

## Biographie

### En club
Ivan Schranz est joueur du FC Petržalka lors de la saison 2010-2011,.
De 2012 à 2017, il est joueur du FC Spartak Trnava, il est prêté durant l'année 2015 au Sparta Prague,.
En 2017, Schranz rejoint le Dukla Prague,.
Il part à Chypre en 2018 représenter l'AEL Limassol,. Il remporte une Coupe de Chypre en 2019,.
Schranz évolue successivement sous les couleurs du Dynamo České Budějovice en 2019-2020 et du FK Jablonec en 2020-2021,. Lors de la saison 2020-2021, il se met en évidence en inscrivant 13 buts en championnat, avec notamment un doublé lors de la réception du Sigma Olomouc en mai 2021.
Depuis 2021, il évolue avec le Slavia Prague en première division tchèque. 

### En équipe nationale
International slovaque, il reçoit sa première sélection en équipe de Slovaquie lors d'un match de Ligue des nations contre la Tchéquie le 4 septembre 2020. Il marque un but lors de cette rencontre (défaite 1-3),.
Il fait partie du groupe disputant l'Euro 2020 mais ne dispute aucun match.
Le 7 juin 2024, il figure dans la liste des 26 joueurs slovaques retenus par Francesco Calzona pour participer à l'Euro 2024. Le 17 juin, lors du premier match de poules face à la Belgique il inscrit l'unique but de la rencontre sur un ballon récupéré contre Koen Casteels. Le 21 juin, il récidive en marquant son deuxième but dans la compétition face à l'Ukraine mais ne peut empêcher la défaite finale de son équipe 1-2. Le 30 juin, il inscrit un troisième but dans le tournoi en ouvrant le score face à l'Angleterre lors des huitièmes de finale mais ne peut empêcher l'élimination de son équipe (2-1).    

## Palmarès
AEL Limassol
| - Coupe de Chypre (1) : - Champion : 2018-19. |

### Distinction
Co meilleur buteur de l'Euro 2024